# Jelena Prohorova
Jelena Vladimirovna Prohorova (rusko Елена Владимировна Прохорова), ruska atletinja, * 16. april 1978, Kemerovo, Sovjetska zveza.
Nastopila je na poletnih olimpijskih igrah v letih 2000 in 2004 v sedmeroboju, leta 2000 je osvojila srebrno medaljo, leta 2004 pa peto mesto. Na svetovnih prvenstvih je osvojila naslov prvakinje leta 2001, na svetovnih dvoranskih prvenstvih srebrno medaljo v peteroboju, na evropskih dvoranskih prvenstvih pa naslov prvakinje v isti disciplini. Leta 2005 je prejela enoletno prepoved nastopanja zaradi dopinga.